# Buzim (fiume)
Il Buzim (in russo Бузи́м?) è un fiume della Russia siberiana occidentale, affluente di sinistra dell'Enisej. Scorre nei rajon  Emel'janovskij e Suchobuzimskij del Territorio di Krasnojarsk.
Il fiume ha origine nella taiga del Kemčug e scorre in direzione nord-orientale. Sfocia nell'Enisej a 2 333 km dalla foce. Ha una lunghezza di 124 km e il suo bacino è di 2 550 km². La sua portata nel villaggio di Malinovka a 23 km dalla foce è di 3,43 m³/s.